# Clemens Maria Franz von Bönninghausen

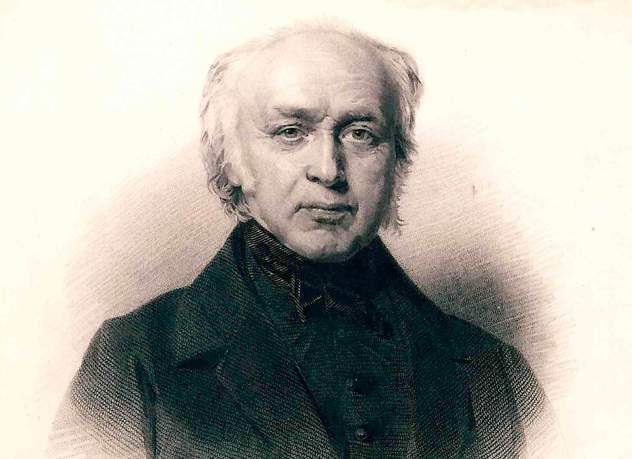
Clemens von Bönninghausen

Clemens Maria Franz von Bönninghausen (* 12. März 1785 auf Gut Herinckhave bei Tubbergen, Vereinigte Niederlande; † 25. Januar 1864 in Münster, Provinz Westfalen) war ein Homöopath, Botaniker und höherer preußischer Verwaltungsbeamter.

## Leben und Wirken

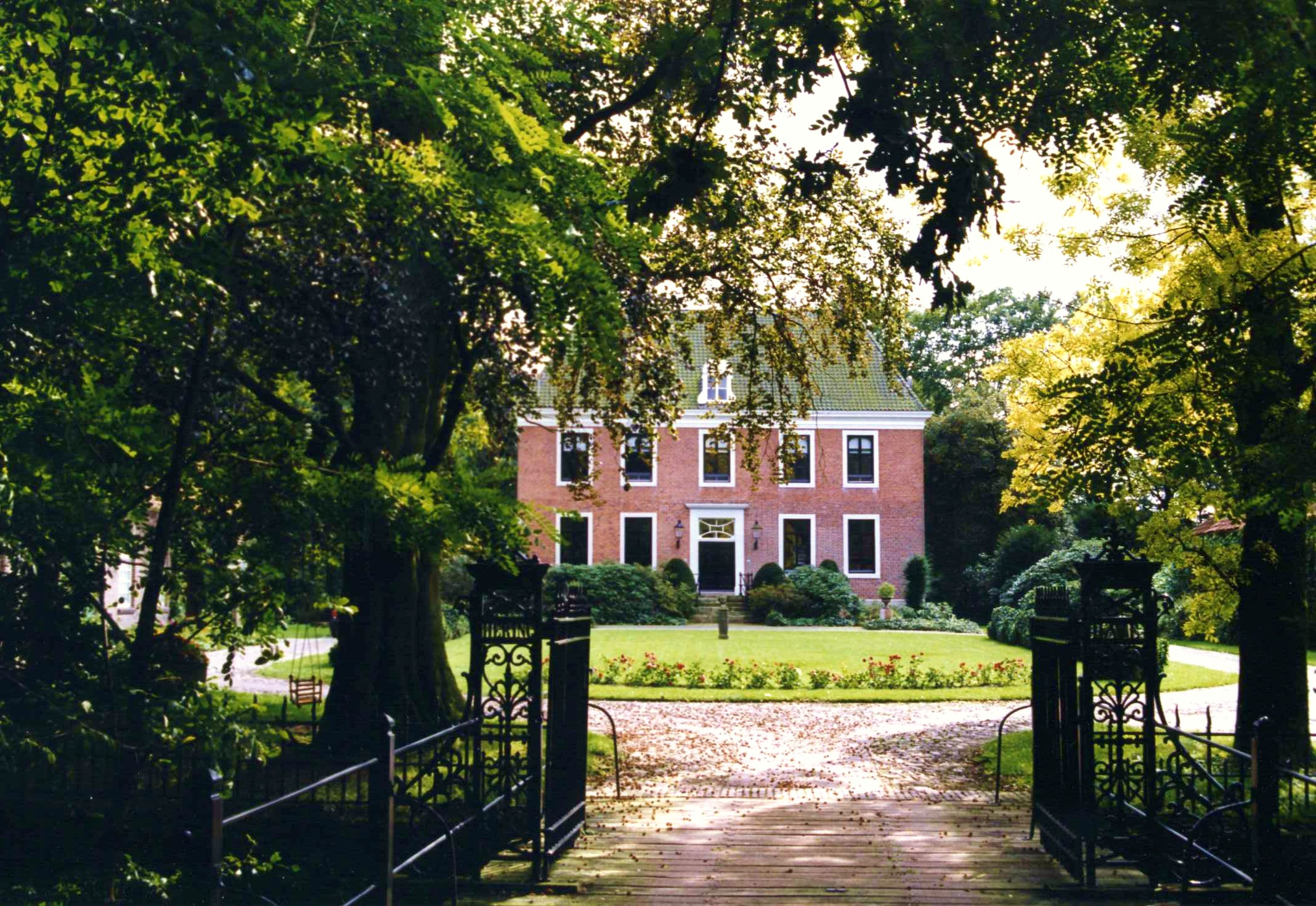
Gut Herinckhave bei Tubbergen

Bönninghausen besuchte das Gymnasium Paulinum in Münster und studierte dann in Groningen Rechtswissenschaften. Sein Studium schloss er mit der Promotion über das niederländische Jagdrecht ab. Es folgten verschiedene Tätigkeiten als Jurist, ehe er im Frühjahr 1814 sein väterliches Erbteil, das Landgut Haus Darup zu Darup in Westfalen übernahm, wo er seine Passion für die Fragen der Landwirtschaft, vor allem für die Flora und Fauna entdeckte. Über Jahre hinweg war er zudem Direktor des Botanischen Gartens in Münster und Dozent an der dortigen Akademischen Lehranstalt, der späteren Westfälischen Wilhelms-Universität.
1816 berief ihn der preußische König Friedrich-Wilhelm III. zum ersten Landrat des Kreises Coesfeld. Die Kreisverwaltung richtete er auf seinem Landsitz in Darup ein. Wenig später fand er zur Homöopathie. Er war Schüler von Samuel Hahnemann und gehört zu den Wegbereitern dieser jungen medizinischen Richtung. In zahlreichen Veröffentlichungen legte er seine Erfahrungen und Erkenntnisse aus seiner umfangreichen Praxis nieder, die er in Darup und Münster unterhielt. Unter seinen Patienten war zeitweilig auch die Dichterin Annette von Droste-Hülshoff, ebenso die französische Kaiserin Eugénie. Auch leitete er als preußischer Landrat – mit zweifelhaften Methoden und umstrittenem Ergebnis – die staatliche Expertenkommission zur Untersuchung der Stigmatisation der Nonne Anna Katharina Emmerick. Bönninghausen war Ritter der französischen Ehrenlegion.
Am 4. Oktober 1813 heiratete er auf Schloss Ahausen Freiin Sophia Franziska  von Schade zu Ahausen (* 1787, † 1820). Aus dieser Ehe stammte der Sohn Clemens Ludwig Bernhard. Aus der am 19. November 1822 in Coesfeld geschlossenen Ehe mit Maria Amalia Christina von Hamm gingen neun Kinder hervor. Sohn August von Bönninghausen war der dritte Landrat des  Kreises Coesfeld.
Sohn Julius von Bönninghausen war Mitglied des Reichstags.
Sohn Karl von Bönninghausen heiratete 1857 Sophie Hahnemann, die Adoptivtochter Mélanie Hahnemanns, die zweite Ehefrau seines verstorbenen Kollegen und Lehrers.
Sein Grab auf dem alten Hörster Friedhof in Münster fiel den Bombenangriffen des Zweiten Weltkrieges zum Opfer. Heute erinnert an dieser Stelle eine Sandsteinstele mit dem Bildnis des Barons an den Gelehrten. An seinem alten Wirkungsort in Darup ist seit 1996 nach ihm die Von-Bönninghausen-Straße benannt. 2014 wurde in Darup ihm zu Ehren ein Denkmal mit seiner Büste eingeweiht.

## Ehrungen und Auszeichnungen
- Dedikationsnamen: Wahrscheinlich ihm zu Ehren wurde die Gattung Boenninghausenia der Pflanzenfamilie der Rautengewächse (Rutaceae) benannt.[3]
- Medizinische Ehrendoktorwürde des Collegium Medicinal zu Cleveland, Ohio, USA (1854)[4]
- Ernennung zum Ritter der Ehrenlegion durch Kaiser Napoleon III. von Frankreich (1861)[4]

## Werke
- Prodromus florae monasteriensis westphalorum. Phanerogamia. - Monasterii : Sumtibus Frid. Regensberg, 1824. Digitalisierte Ausgabe
- Systematisch-alphabetisches Repertorium der homöopathischen Arzneien. - Münster : Coppenrath, 1833. Digitalisierte Ausgabe der Universitäts- und Landesbibliothek Düsseldorf. Band 1 und 2
- Beiträge zur Kenntnis der Eigentümlichkeiten aller bisher vollständiger geprüften homeopathischen Arzneien, in Betreff Erhöhung oder Linderung ihrer Beschwerden nach Tageszeit und Umständen und der von ihnen erregten Gemüthsbeschaffenheiten. - Münster : Coppenrath, 1833. Digitalisierte Ausgabe der Universitäts- und Landesbibliothek Düsseldorf.
- Die homöopathische Diät und die Entwerfung eines vollständigen Krankheitsbildes behufs homöopathischer Heilung. - Münster : Regensberg, 1833. Digitalisat der Universitäts- und Landesbibliothek Düsseldorf.